# Abstinensteori
Abstinensteorin är en teori inom klassisk nationalekonomi relaterad till ränta. Teorins upphovsman är Nassau William Senior.
Bredvid de två produktionsfaktorerna arbete och naturresurser ställde Senior abstinensen ("väntandet" enligt Alfred Marshall, Gustav Cassel och andra) som en tredje. Detta beskrevs som den handling, då en person antingen avstår från en improduktiv konsumtion av nyttigheter eller med dem sysselsätter arbetare för frambringande av framtida nyttigheter. Kapitalet är i de flesta fall ett resultat av arbetets, naturtillgångarnas och abstinensens samverkan; abstinensen kan ensam ingenting frambringa. Belöningen för abstinensen är vinst eller profit. Produktionskostnaderna utgörs av den för produktionen nödvändiga summan av arbete och abstinens. Dessa kostnader, såsom de ter sig å ena sidan för producenten, å andra sidan för konsumenten av varan, bestämmer priset. Detta måste vara högt nog för att täcka de sålunda definierade kostnaderna vid fortsättandet av produktionen.